# Synanthedon iris
Synanthedon iris là một loài bướm đêm thuộc họ Sesiidae. Nó được tìm thấy ở Cameroon.